# William Allman Memorial Arena
William Allman Memorial Arena, prvotno Stratford Arena, je hokejska dvorana v Stratfordu, Ontario. Zgrajena je bila leta 1924. Uporabljali so jo Stratford Kroehlers (OHL) do 1951, trenutno je domača dvorana GOJHL moštva Stratford Cullitons. 
Do leta 1996 se je dvorana imenovala Stratford Arena, nato pa je v čast dolgoletnega funkcionarja in menedžerja privzela ime William Allman Memorial Arena. 
Dvorana je splošno prepoznana kot ena najbolje ohranjenih straih dvoran v Kanadi, zato so jo uporabili za snemanje številnih filmov in televizijskih oddaj, med drugim tudi za Bauerjevo oglaševalsko kampanjo "Pusti vtis" ("Leave an impression"). 
Seznam NHL-ovcev, ki so svoje kariere začeli pri Cullitonsih, vključuje naslednje: Mark Bell, Rob Blake, Kevin Dahl, Louie DeBrusk, Greg de Vries, Boyd Deveraux, Nelson Emerson, Jeff Halpern, Rem Murray, Ed Olczyk, Mike Peluso, Chris Pronger, Garth Snow, Tim Taylor in mnoge druge. 
Ob koncu ledene ploskve visi portret Kraljice Elizabete.